# Aeropuerto de Alakanuk
El Aeropuerto de Alakanuk (IATA: AUK, FAA LID: AUK) es un aeropuerto público ubicado a 1.8 km al suroeste de Alakanuk, una ciudad en el Estado de Alaska, Estados Unidos.
Según la FAA, el aeropuerto tuvo 3.527 pasajeros en 2007, un incremento del 0.2% respecto a los 3.518 de 2006.

## Instalaciones
El aeropuerto de Alakanuk tiene una pista (18/36) con superficie de grava y tierra de: 2200 x 55 ft. (671 x 17 m).
Un nuevo aeropuerto que está siendo construido al oeste de la ciudad reemplazará al aeropuerto existente cuando esté completado.

## Aerolíneas y destinos
- Aero Flight (Emmonak, Kotlik, Nunam Iqua [anteriormente Sheldon Point])
- Hageland Aviation Services (Emmonak, Nunam Iqua)[6]